# Шингвар
Шингвар (порт. Chinguar) — муниципалитет в Анголе, входящий в провинцию Бие. Площадь 3054  км2, население на 2006 год — 298 801 человек. Плотность населения — 97,8 человек на 1 км2. Крупнейший город — Шингвар.